# Gelbe-Rüben-Mosaikvirus

Tymoviridae-Virion (Schemazeichnung)

TYMV-Genom

Das Gelbe Rüben-Mosaikvirus (auch Rüben-Gelbmosaikvirus, offiziell englisch Turnip yellow mosaic virus, TYMV) ist ein Pflanzenvirus (Typusspezies) der Gattung Tymovirus aus der Virenfamilie Tymoviridae. Es befällt vor allem Kreuzblütengewächse (Brassicaceae) und verursacht eine helle Mosaik-Krankheit, bei dem die Blätter welken und die Blattadern klar hervortreten.

## Biologie
Die Viruspartikel (Virionen) sind isometrisch und besitzen keine Hülle. Sie haben einen Durchmesser von 28 nm und sind abgerundet im Profil. Sie bestehen zu 37 Prozent % aus Nukleinsäuren und zu 63 % aus Proteinen. Das Genom besteht aus einzelsträngiger RNA und ist linear. Das Gesamtgenom hat eine Größe von 6.319 kb.
Das Gelbe Rüben-Mosaikvirus benötigt zur Übertragung und Infektion einen Vektor, also einen übertragenden Organismus. In diesem Fall spielen pflanzenpathogene Insekten wie die zu den Flohkäfern gehörenden Phyllotreta- und Psylloides-Arten, Kohlschotenrüssler (Ceutorhynchus assimilis) und einige weitere Käferarten eine Rolle.

## Vorkommen
Das Virus ist in Eurasien und Australien verbreitet. Die Identifizierung des Virus erfolgte durch Markham and Smith (1949) bei einer Infektion an Chinakohl (Brassica rapa ssp. pekinensis). Zum natürlichen Wirtsspektrum gehören zudem eine Reihe von anderen Brassica-Arten, darunter auch die meisten als Nahrungs- und Ölpflanzen kultivierten Kohlsorten. Auch weitere Brassicaceae wie die Krambe (Crambe abyssinica) oder Schaumkräuter (Cardamine) werden befallen.
Eine weitere Art, die Brassica und andere Kreuzblütengewächse befällt und auf English mit dem ähnlichen Namen Turnip yellows virus (TuYV) bezeichnet wird, ist der Wasserrübenvergilbungsvirus, auch Rübenvergilbungsvirus genannt. 